# Nelliel Tu Odelschwanck
Nelliel Tu Odelschwanck (ネリエル・トゥ・オーデルシュヴァンク Nerieru Tu Ōderushuwanku?) también conocida como Nel Tu (ネル・トゥ Neru Tu?) es un personaje ficticio del manga y anime Bleach, creado por Tite Kubo. Nelliel es una arrancar femenina, antiguamente Tercera Espada, pero fue expulsada de Las Noches por Nnoitra Gilga una vez que le había roto su máscara con ayuda de Szayel Aporro Granz; volviéndose esta una niña inofensiva, que más tarde es apodada por su fracción como «Nel» (ネル?). Nelliel aparece en la portada del volumen número 34 del manga, el cual en el 2008 fue el duodécimo volumen mejor vendido en Japón.

## Apariencia
Nelliel posee dos apariencias distintas y diferenciadas, aunque comparte rasgos básicos en ambas. En su apariencia infantil es una niña de escasos años con el cabello verde y corto, además de estar cubierta por una túnica igualmente verde; su máscara de hollow está encima de su cabeza y tiene una cicatriz que cruza transversalmente la frente.
Como adulta, Nelliel posee una estatura acorde con su edad, una larga cabellera verde, una esbelta figura, una apariencia serena y relajada. Su máscara cambia, apareciendo dos cuernos enroscados en los laterales. Además de esto, posee grabado el número «tres» en la espalda, en representación a su rango en los Espada.

## Personalidad
El vocabulario de Nell marca un gran contraste con su edad aparente, ya que contiene ciertas expresiones y palabras que no son propias de un niño pequeño. Ichigo Kurosaki asume que sus "hermanos" han sido los culpables de esto.
Aun así, tanto Nell como Pesche y Dondochakka desde su primera aparición demuestran no parecerse en nada al resto de Hollows y Arrancar, al no ser entes malignos, sino todo lo contrario, de apariencia ciertamente cómica e inapropiada para estas razas, y además temerosos de los Shinigami, de los que afirman que son los verdaderos seres malvados del mundo. Mas Nell no tarda en coger cariño a Ichigo y acompañarlo, mostrando una naturaleza juguetona y traviesa, pero también algo celosa y acaparadora.
En su forma adulta, la de Nelliel, se comporta de una forma mucho más madura, inteligente y sofisticada, con unas firmes ideas respecto a cómo luchar, aseverando que todas las peleas impulsadas por el odio, los prejuicios o simplemente el instinto animal, hacen que el combatiente no pueda ser calificado de guerrero, por su comportamiento inmaduro. Cuando aún formaba parte de los Espada, Nelliel era ya una Arrancar seria y formal, que ya entonces había demostrado que no le gustaba combatir, a no ser que fuese por defensa propia o para proteger a los seres queridos, algo ciertamente extraño en un Arrancar además de uno de los rangos más altos.
Durante la lucha, Nelliel se muestra calmada y silenciosa, por feroces que puedan ser sus oponentes. Además, Nelliel es leal, amable y compasiva, aunque en ella se ve también rasgos que aún mantiene en su forma infantil, como el gran afecto que muestra a sus amigos y la gran energía con la que demuestra sus emociones.

## Historia

### Pasado
Nelliel ocupaba el puesto de Tercera Espada años antes de que el Hougyoku fuera conseguido por parte de Sōsuke Aizen, éste le encargó, tanto a ella como al Quinto Espada, antiguamente Octavo Espada, Nnoitra Jiruga la búsqueda de Vasto Lordes en Hueco Mundo. Nnoitra no soportaba que Nelliel, ya que siempre era derrotado por ella, que siempre lo dejó con vida como muestra de su barbarie.
No obstante Nnoitra preparó un plan junto a Szayel Aporro Grantz para acabar con Nelliel; ambos desgarraron las máscaras de la fracción de Nelliel: Dondochakka Bilstin y Pesche Guatiche para usarlos de cebo, cuando Nelliel se dirige hacia Nnoitra para pedirle explicaciones, éste se desvanece y aparece detrás, golpeándola con su guadaña y partiendo su máscara. Nnoitra y Szayel Aporro llevan a ella y su fracción la puerta de Las Noches, momento en el cual ven cómo Nelliel se transforma en una simple niña, perdiendo así la memoria.

### Hueco Mundo
Más tarde, estos tres arrancar se encuentran con Ichigo Kurosaki y sus amigos en los alrededores de Las Noches, rápidamente traban amistad y viajan juntos hacia el palacio.
Nel sí acierta en su dirección y logra encontrar a Ichigo mientras este atraviesa el Nido de los Tres Cifras, Nel se abalanza sobre Ichigo y este acepta llevarla con él, pero es entonces cuando aparece el Arrancar Número 103 Dordoni Alessandro Del Socacchio con una cómica entrada. El combate entre ambos no se hace esperar e Ichigo es derrotado debido a su reticencia a usar el bankai, nel sale en su ayuda y logra devolverle un Cero a su oponente y herirlo levemente, cuando Dordoni va a acabar con Nel Ichigo usa su bankai para protegerla e incluso se ve obligado a usar su máscara Visored ante los trucos sucios del Arrancar, finalmente Ichigo vence y Nel le cura las heridas a su adversario cómicamente, Dordoni trata de seguir el combate pero Ichigo lo derrota rápidamente de nuevo y cogiendo a Nel abandonan el lugar dejando a Dordoni custodiando el lugar de los Exequias.
Posteriormente son interceptados por el Cuarto Espada Ulquiorra Cifer que provoca a Ichigo hasta que libera su bankai y su máscara Visored de nuevo, no obstante Ulquiorra sale indemne de su ataque y derrota a Ichigo fácilmente, dejándolo a su suerte junto a una inconsciente Nel, que llora desconsolada, es entonces cuando hace acto de presencia el Sexto Espada Grimmjoww Jaggerjack que la aparta bruscamente para dejar sitio a Inoue, que cura a Ichigo hasta que se despierta. Ulquiorra hace acto de presencia pero tras un breve combate Grimmjow logra sellarlo con su Caja Negación y permite que la curación siga.
Ichigo y Grimmjow comienzan un igualado combate que los lleva a usar la plenitud de sus poderes (Grimmjow libera su Zanpakutō llamada Pantera e Ichigo usa su máscara Visored), sin embargo tras recibir un ataque destinado a Inoue y Nel, Ichigo comienza a perder terreno. Nel anima a su amigo pero nota que Inoue le teme en su forma Hollow, así pues Nel le recrimina su falta de confianza hasta que Inoue anima a su amigo de nuevo, impulsado por esto Ichigo logra darle la vuelta al combate y tras superar el ataque más poderoso de Grimmjow (Desgarrón), vence al Espada. Cuando trata de llevarse a Nel y a Inoue con los derrotados Chad y Rukia, Grimmjow aparece de nuevo a pesar de sus heridas pero es tumbado por el Quinto Espada Nnoitra Jilga, que ve como su objetivo al exhausto Ichigo.
Nnoitra entanbla combate con Ichigo mientras su Fracción Tesla sujeta a Inoue, Nel se esconde pero es encontrada por Tesla justo cuando Inoue piensa en ella como una baza para escapar, Nnoitra se percata de su presencia entonces y revela su verdadera identidad, antigua tercera Espada Nelliel Tu Odderswank. Ichigo se niega a creer eso ya que Nel lo niega rotundamente, Nnoitra se dedica entonces a jugar cruelmente con ellos y cuando se dispone a acabar con Ichigo y le retuerce el brazo, Nel grita y su frustración la devuelve a su forma adulta.
Nelliel rescata a Ichigo con su Sonido antes de que su rival pueda reaccionar, Nelliel agradece a Ichigo que la haya protegido de todos los peligros de Las Noches y también siente agradecimiento hacia Ichigo por haber vuelto a su forma adulta, tras lo cual afirma que le devolverá el favor. Nelliel logra cortar a Nnoitra usando su velocidad y hacer retroceder al Espada, al que incluso devuelve su propio Cero con la técnica Cero Doble. Cuando Nnoitra aparece derrotado y Tesla va en su ayuda, Nnoitra revela estar sólo magullado y menosprecia el poder de su adversaria, el combate se reanuda igualado pero Nnoitra toma ventaja poco a poco hasta que Nelliel se ve forzada a liberar su Zanpakutō (Gamuza) para acorralar al Quinto Espada con su Lanzador Verde, no obstante cuando su victoria es clara, Nelliel revierte a su estado infantil y Nnoitra ríe estridentemente creyéndose vencedor.
Ichigo trata de ayudar a su amiga pero es derrotado por la forma liberada de Tesla (Verruga), no obstante es salvado por el Capitán Zaraki Kenpachi, que derrota rápidamente al Arrancar y se enfrenta a Nnoitra, entretanto Inoue se dispone a curar a Ichigo pero este le encomienda curar primero a Nel, que es curada y depositada inconsciente entre los escombros para facilitar la curación de Ichigo, Nel se despierta confusa justo cuando Nnoitra Jilga cae derrotado ante el shinigami.

### Saga de la Guerra Sangrienta de los Mil Años
17 meses después de la derrota de Aizen y algún tiempo después de que Ichigo recuperara sus poderes de Shinigami Sustituto. Nell llega a la ciudad de Karakura junto a Pesche, buscando desesperadamente la ayuda de Ichigo. Entre sus balbuceos. Nell le explica a Ichigo la situación de Hueco Mundo, ya que se encuentra en peligro. Pesche también comenta que Dondochakka fue capturado como prisionero de los conquistadores de Hueco Mundo.
Junto con Ichigo, Sado, Kisuke Urahara y Pesche y Nell viajan a Hueco Mundo, para rescatar a Dondochakka. Al llegar Ichigo trata de mantener la calma a Nell y Pesche ya que el enemigo está muy cerca. Al ver los cadáveres por la zona, Ichigo le cierra los ojos a Nell para que no viera los cadáveres. Mientras el grupo viaja a través de Hueco Mundo, Nell de repente siente la lucha de Emilou Apacci, Franceska Mila Rose y Cyan Sung-Sun, y aparece detrás de Ichigo, al declarar este hecho. Cuando Ichigo le pregunta por qué está en su espalda, ella responde que va a proteger su retaguardia, aunque con un brillo travieso en sus ojos, a lo cual Ichigo solo le dice que se mantenga aferrada con fuerza para que no se lastime. Ella le explica a Ichigo quienes son las Tres Bestias a quienes califica de "tres monstruos locos." Entonces, Nell procede a decir que el enemigo probablemente será liquidado en cuestión de segundos si están luchando contra ellas, y lo califica de terrible, cubriendo los ojos de Ichigo.
Poco después, Ichigo se da cuenta de una enorme explosión, lo que llevó a Nell a recordarle que las Tres Bestias son demonios y trata de hacer que Ichigo se mantenga al margen mientras luchan, diciendo que el solo se interpondrá en su camino y no se será nada divertido. Sin embargo, Ichigo continúa a la Jagdarmee de la base de Hueco Mundo. Después de llegar al campamento, Nell está conmocionada por la derrota de las Fracciones de Halibel a manos de Quilge Opie, cuando Ichigo empieza a luchar contra el Quincy, el deja a Nell al cuidado de Orihime.

## Fracción
Se conoce que los Arrancar llamados Pesche Guatiche y Dondochakka Bilstin formaban parte de la Fracción de Nelliel y mantenían una relación de sincera amistad con la Espada, posteriormente fueron usados como cebo por parte de Nnoitra Jilga y Szayel Aporro Granz para derrotar a Nelliel y expulsarla de Las Noches, una vez Nel perdió sus recuerdos y adoptó la forma de una niña, ambos no dejaron nunca de entrenar para protegerla si se hallaba en peligro y desarrollaron técnicas nuevas como el Cero Sincrético.

## Curiosidades
- Su resurrección es similar a Motaro de Mortal Kombat